# La ajorca de oro
La ajorca de oro es el título de una leyenda escrita por Gustavo Adolfo Bécquer, publicada originalmente en el periódico El Contemporáneo el 28 de marzo de 1861. La narración, descrita como «directa y sobria —dramática— hasta la angustia», forma parte de las Leyendas de Bécquer.

## Trama
Narra la historia de un joven llamado Pedro, que un día encuentra a su amada María llorando, Pedro le pregunta el porqué de su llanto y ella le responde que se había quedado muy impresionada y que desearía obtener la ajorca de oro que poseía la Virgen del Sagrario, patrona de Toledo. Él le dijo que era capaz de hacer cualquier otra cosa, otro delito, pero robarle a su santa patrona no. Pero después, de tanto ver a su amada sufrir, decide aceptar.
Estando ya en la catedral de Toledo, Pedro subió a la primera grada de la capilla mayor y pudo ver la tumba de los reyes. Se acercó al altar y comenzó a subir. La imagen de la Virgen estaba iluminada por una lámpara. Pedro sintió un temor muy extraño; así que cerró los ojos para no ver el rostro de la Virgen y le arrancó la ajorca de oro, la cual era una ofrenda del obispo y que valía una gran fortuna. Pedro ya tenía la ajorca de oro en la mano, pero le daba miedo abrir los ojos y ver la imagen. Cuando al fin los abrió, un grito sordo salió de su boca. Miró a su alrededor y la iglesia estaba llena de estatuas de santos, monjas, ángeles, demonios, damas, pajes y villanos (todas adornaban la catedral) avanzando hacia él, así que ya no pudo resistir más y se desmayó.
Al siguiente día vinieron los encargados de la iglesia y encontraron a Pedro a los pies del altar y entre sus brazos la ajorca de oro y Pedro, al ver que se acercaban, exclamó en dirección a la Virgen: “¡Suya, suya!”. Pedro había enloquecido.

## Personajes
- Pedro Alfonso de Orellana: es un joven que haría todo por hacer feliz a su amada María, por eso se atreve a robar la ajorca de oro. Al final, se vuelve loco.
- María Antúnez: es una joven caprichosa que se había quedado muy impresionada por la ajorca de oro de la virgen y provocó con su llanto que Pedro la robase.

## Temas principales
- El amor que es capaz de hacer todo, así sean acciones negativas (propio del Romanticismo).
- El amor a la patria, pues a Pedro le cuesta más por el hecho de ser la patrona de su ciudad, en vez de cualquier otro lugar (propio del Romanticismo).
- La mujer es la causante de la locura del protagonista (tema en las muchas leyendas de Bécquer).